# Haus Baerl
Haus Baerl war ein mittelalterliches festes Haus an der Hofstraße 2 im Duisburger Stadtteil Baerl, Stadtbezirk Duisburg-Homberg/Ruhrort/Baerl.

## Geschichte
Haus Baerl war, wie die Umrisszeichnungen auf alten Karten andeuten, ein festes Haus in Form einer Motte, d. h. ein mehrstöckiges, turmartiges Gebäude umgeben von einem Wall und Graben, nur über eine Zugbrücke zu erreichen. Die Motte hatte einen Durchmesser von 30 bis 40 Metern. Im Innern besaß die Motte einen eigenen Brunnen, dessen Reste noch bis Anfang des 19. Jahrhunderts zu sehen waren. Auf alten Karten wird es als fortalicium bezeichnet. Jahrhundertelange Besitzer des Hauses waren die Herren von Baerl. Mitglieder der Familie erscheinen erstmals im Jahr 1234. Genannt werden in der entsprechenden Urkunde die Ritter Conradus und Arnoldus de Barle.
Eine Taxation von 1732 beschreibt das Haus wie folgt: „Das adelige Haus mit Unterplatz, Garten und Baumgarten, soweit es unter dem Lehn gehörig ist, ist ungefähr 6 Morgen groß. In Anbetracht des Umstandes, dass genanntes Haus aus Holz erbaut ist, mit Stein ausgeflochten, dass es ganz verfault und verfallen ist, die Scheune mit Stroh gedeckt und die Wände geklidert sind, ferner, dass das Bauhaus auch noch verschiedene Reparaturen nötig habe, schätzen die Taxatoren dies alles, wenn es bei den alten Freiheiten belassen werde, auf 500 Rthl.“
Es handelte sich also um einen Fachwerkbau mit Ziegeldach. Bereits 1732 muss das Haus der Beschreibung nach über Jahrhunderte weitgehend unbeschädigt und unverändert erhalten geblieben sein. Baulich scheint es schon zur damaligen Zeit ein eher altertümlicher, bäuerlicher Edelsitz gewesen zu sein. Er lag gegenüber der Baerler Kirche, in einer Bodensenke zwischen der Grafschafter Straße und dem Paschmannshof. Das Haus war durch einen unterirdischen Gang mit der Kirche verbunden.
Das Haus blieb bis 1653 in Händen der Herren von Baerl. Dann trat der Letzte dieses Namens, Cornelius von Baerl, das Lehen an den Mann seiner Nichte Judith Elisabeth von Baerl, namens Oberst Gerhard von Hafften ab. Nachdem dessen Sohn Arnold Georg gestorben war, ging das Haus 1694 an Baron Wilhelm von Driesch, der eine Schwester von Arnold Georg geheiratet hatte. Nachdem Wilhelms Sohn Friedrich Wilhelm in einen Mordfall und langjährige Gerichtsstreitigkeiten verwickelt war, wurde das Haus 1759 von Friedrich dem Großen an einen besonders verdienten Offizier, nämlich Generalleutnant Johann Georg Wilhelm von Keller, als Mannlehen verschenkt. 1784 kaufte Freiherr Caspar Anton von der Ruhr den landtagfähigen Rittersitz. Unmittelbar darauf scheint das Gut allodifiziert worden zu sein. Das Land wurde parzellenweise an Baerler Anlieger vergeben. Das damals bereits morsche Haus wurde zu jener Zeit, d. h. Ende des 18. oder Anfang des 19. Jahrhunderts abgebrochen.
Um 1830 kaufte der Baerler Lehrer Gottfried von der Thüsen das Grundstück von einer adeligen Frau in Ossenberg. Damals wurden die letzten Mauerreste abgerissen sowie die Gräben zugeschüttet. Später werden dann noch die Pfeilerreste des Tores abgebrochen.
Heute erinnern nichts mehr an das mittelalterliche Haus Baerl. Das Gelände ist inzwischen als Bodendenkmal geschützt.